# Bense Islands
Bense Islands är öar i territoriet Falklandsöarna (Storbritannien). De ligger i den västra delen av ögruppen, 190 km väster om huvudstaden Stanley.